# Digoksin
Digoxin ili digitalis je pročišćeni Srčani glikozid dobiven kao ekstrakt biljke crvene pustikare (Digitalis lanata) ili naprstak.
Digoksin se često rabi za liječenje raznih bolesti srca, osobito aritmije srca ili srčane insuficiencije.